# 帧中继
帧中继（frame relay）是于1992年兴起的一种新的公用数据网通讯协议，1994年开始获得迅速发展。帧中继是一种有效的数据传输技术，它可以在一对一或者一对多的应用中快速而低廉的传输数位信息。它可以使用于语音、数据通信，既可用于局域网（LAN）也可用于广域网（WAN）的通信。每个帧中继用户将得到一个接到帧中继节点的专线。帧中继网络对于端用户来说，它通过一条经常改变且对用户不可见的通道来处理和其他用户间的数据传输。
主要特点：用户信息以帧（frame）为单位进行传送，网络在传送过程中对帧结构、传送差错等情况进行检查，对出错帧直接予以丢弃，同时，通过对帧中地址段DLCI的识别，实现用户信息的统计复用。
帧中继是一种封包交换通信网络，一般用在开放系统互连参考模型（Open System Interconnection）中的数据链路层（Data Link Layer）。永久虚拟电路PVC是用在物理网络交换式虚拟电路（SVCs）上构成端到端逻辑链接的，类似于在公共电话交换网中的电路交换，也是帧中继描述中的一部分，只是现在已经很少在实际中使用。另外，帧中继最初是为紧凑格式版的X.25协议而设计的。 
数据链路连接标识符DLCI是用来标识各端点的一个具有局部意义的数值。多个PVC可以连接到同一个物理终端，PVC一般都指定承诺信息速率CIR和额外信息率EIR。
帧中继被设计为可以更有效的利用现有的物理资源，由于绝大多数的客户不可能百分之百的利用数据服务，因此允许可以给电信营运商的客户提供超过供应的数据服务。正由于电信营运商过多的预定了带宽，所以导致了帧中继在某些市场中获得了坏的名声。
电信公司一直在对外出售帧中继服务给那些在寻找比专线更低廉的客户，根据政府和电信公司的政策，它被用于各种不同的应用领域。
帧中继正逐渐被ATM、IP等协议（包括虚拟私人網路）替代。

## 外部連結
- 中華電信專有名詞骨幹網路篇 （页面存档备份，存于）